# ابواسحاق ابراهیم صفار
ابواسحاق ابراهیم انصاری همچنین شهرت‌یافته به صَفّار (؟ -۱۱۳۹م) (نسب: ابراهیم بن اسماعیل بن اسحاق، وائلی بخاری) فقیه حنفی،صوفی و محدث خوارزمی بود. در فرونشانی دستور حاکمان سخت‌رفتار بود. سلطان سنجر سلجوقی او را به مرو تبعید نمود. آثاری از او به جای مانده: کتاب السنة و الجماعة، تلخیص الأدلة لقواعد التوحید. سمعانی او را «پیشوایی فاضل، عالِمی زاهد و خوش‌سیرت و پاکدامن» و «مشهور نزد خواص و عوام» ذکر نموده که او را در مرو دیده است، از وی سماع حدیث نداشته امّا به سمعانی اجازهٔ روایت داده است. سمعانی بعدها به زیارت آرامگاه او در تل ابوحفص کبیر در بخارا رفته است.